# Crypteroniaceae
Famille
Classification APG III (2009)
Les Crypteroniaceae (ou les Cryptéroniacées en français) sont une famille de plantes à fleurs dicotylédones de l'ordre des Myrtales. Elle comprend une dizaine d'espèces réparties en 3 genres.
Ce sont des arbres ou des arbustes, certains adaptés aux zones humides, des régions tropicales d'Asie.

## Étymologie
Le nom vient du genre type Crypteronia, composé du grec κρυπτώ / krypto, caché, έρως / eros, amour, et du suffixe latin -acea, « de la nature de », en référence aux petites fleurs de la plante.

## Liste des genres
Selon NCBI (1 juin 2010) et DELTA Angio (1 juin 2010) :
- genre Axinandra (en)
- genre Crypteronia
- genre Dactylocladus (pt)

## Liste des espèces
Selon NCBI (1 juin 2010) :
- genre Axinandra
  - Axinandra coriacea
  - Axinandra zeylanica
- genre Crypteronia
  - Crypteronia borneensis
  - Crypteronia glabriflora
  - Crypteronia griffithii
  - Crypteronia paniculata
- genre Dactylocladus
  - Dactylocladus stenostachys